# Distrito electoral de Athens North n.º 2
Athens North n.º 2 (en inglés: Athens North No. 2 Precinct) es un distrito electoral ubicado en el condado de Menard en el estado estadounidense de Illinois. En el Censo de 2010 tenía una población de 2170 habitantes y una densidad poblacional de 45,3 personas por km².

## Geografía
Athens North n.º 2 se encuentra ubicado en las coordenadas 39°59′3″N 89°43′18″O / 39.98417, -89.72167. Según la Oficina del Censo de los Estados Unidos, Athens North n.º 2 tiene una superficie total de 47,9 km², de la cual 47,63 km² corresponden a tierra firme y 0,27 (0,56%) km² es agua.

## Demografía
Según el censo de 2010, había 2170 personas residiendo en Athens North n.º 2. La densidad de población era de 45,3 hab./km². De los 2170 habitantes de Athens North n.º 2, el 95,48% eran blancos, el 1,2% eran afroamericanos, el 0,23% eran amerindios, el 0,37% eran asiáticos, el 1,01% eran de otras razas y el 1,71% pertenecían a dos o más razas. Del total de la población el 1,8% eran hispanos o latinos de cualquier raza.